# Apple Workgroup Server

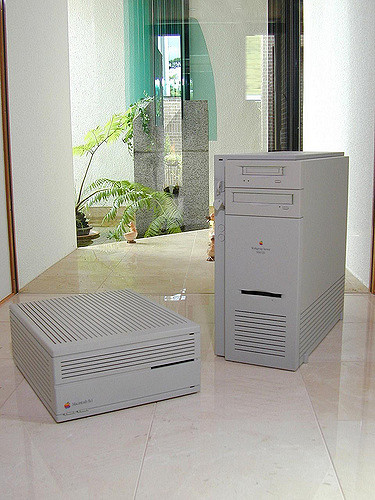
Workgroup Server 9150 (rechts in beeld)

Apple Workgroup Server en Macintosh Server zijn een serie van op Macintosh gebaseerde werkgroepservers van de Amerikaanse fabrikant Apple die van 1993 tot 2003 aangeboden werden. Deze machines waren grotendeels identiek aan bestaande Centris-, Quadra- en Power Macintosh-systemen maar werden geleverd met extra serversoftware, zoals de Apple RAID Software, en soms ook grotere harde schijven. De naam "Workgroup Server" werd gebruikt tot de introductie van de Power Macintosh G3 in 1998.
In 1996 en 1997 verkocht Apple ook een aparte reeks machines die op de markt werd gebracht als de Apple Network Server. Dit waren speciaal ontworpen servers die uitsluitend AIX draaiden en dus geen Macintosh-computers waren.
De eerste modellen waren de Workgroup Server 60, 80 en 95, samen geïntroduceerd op CeBIT in Hannover op 22 maart 1993. De 95 werd geleverd vanaf april, de 60 en 80 volgden in juli. Met uitzondering van 1995 werden er elk jaar nieuwe modellen geïntroduceerd, die op de markt bleven tot 2003, enkele maanden nadat de in een rek monteerbare Xserve was geïntroduceerd.

## Modellen
| Model                 | Gebaseerd op                    | Jaren             | Opmerkingen |
| --------------------- | ------------------------------- | ----------------- | --- |
| Workgroup Server 95   | Macintosh Quadra 950            | 03/1993 - 04/1995 | Werd verkocht met A/UX maar kon ook System 7.0.1 tot Mac OS 8.1 draaien. Het verschil met de Quadra was een bijkomende DAT-tapedrive en een PDS-kaart met een fast SCSI-controller en 256k Level 2 CPU-cache.             |
| Workgroup Server 60   | Macintosh Centris 610           | 07/1993 - 10/1994 | De Centris 610 werd later verkocht als Quadra 610 en ondersteunde System 7.1 tot Mac OS 8.1 en A/UX. Met een Power Macintosh Upgrade Card kon de machine System 7.1.2 tot Mac OS 9.1 draaien.                             |
| Workgroup Server 80   | Macintosh Quadra 800            | 07/1993 - 10/1994 | Ondersteunde System 7.1 tot Mac OS 8.1 en A/UX. |
| Workgroup Server 6150 | Power Macintosh 6100            | 04/1994 - 10/1995 | In april 1995 werd de kloksnelheid verhoogd van 60 naar 66 MHz. De machine ondersteunde System 7.1.2 tot Mac OS 9.1 (de 66 MHz versie ondersteunde System 7.5 tot Mac OS 9.1).                                            |
| Workgroup Server 8150 | Power Macintosh 8100            | 04/1994 - 02/1996 | In april 1995 werd de kloksnelheid verhoogd van 80 naar 110 MHz. |
| Workgroup Server 9150 | geen                            | 04/1994 - 02/1996 | De enige Workgroup Server die niet gebaseerd was op een bestaand Macintosh-model. De machine had een PowerPC 601-moederbord in een Quadra 950-behuizing. In april 1995 werd de kloksnelheid verhoogd van 80 naar 120 MHz. |
| Workgroup Server 7250 | Power Macintosh 7200            | 02/1996 - 04/1997 | |
| Workgroup Server 8550 | Power Macintosh 8500            | 02/1996 - 03/1998 | Werd aangeboden met een keuze uit één van de volgende softwarepakketten: "Application Server Solution", "Apple Internet Server Solution 2.1" of "AppleShare Server Solution".                                             |
| Workgroup Server 7350 | Power Macintosh 7300            | 04/1997 - 03/1998 | |
| Workgroup Server 9650 | Power Macintosh 9600            | 04/1997 - 03/1998 | In augustus 1997 werd de kloksnelheid verhoogd van 233 naar 350 MHz. De machine ondersteunde System 7.5.5 tot Mac OS 9.1.                                                                                                 |
| Macintosh Server G3   | Power Macintosh G3 (mini-tower) | 03/1998 - 12/1998 | |
| Macintosh Server G3   | Power Mac G3 (blauw-wit)        | 01/1999 - 08/1999 | |
| Macintosh Server G4   | Power Mac G4                    | 09/1999 - 01/2003 | Meerdere modellen waarvan de introductie gelijklopend was met de verschillende generaties van de Power Mac G4. |

Uit productie: 1984: Macintosh 128K, Macintosh 512K · 1985: Macintosh XL · 1986: Macintosh Plus · 1987: Macintosh II, Macintosh SE · 1988: Macintosh IIx · 1989: Macintosh SE/30, Macintosh IIcx, Macintosh IIci, Macintosh Portable · 1990: Macintosh IIfx, Macintosh Classic, Macintosh IIsi, Macintosh LC serie · 1991: Macintosh Quadra 700, Macintosh Quadra 900, Apple PowerBook · Macintosh Classic II · 1992: Macintosh IIvx, Macintosh Quadra 950, PowerBook Duo, Macintosh Performa serie · 1993: Macintosh Centris serie, Macintosh Color Classic, Macintosh TV · Apple Workgroup Server · 1994: Power Macintosh · 1997: Power Macintosh G3, PowerBook G3, Twentieth Anniversary Macintosh · 1998: iMac · 1999: iBook, Power Mac G4 · 2000: Power Mac G4 Cube · 2001: PowerBook G4 · 2002: eMac, iMac G4 · 2003: Xserve, Power Mac G5 · 2004: iMac G5 · 2005: Mac mini · 2006: MacBook · 2015: MacBook (Retina) · 2017: iMac Pro

Huidige modellen: MacBook Air, MacBook Pro, iMac, Mac mini, Mac Studio, Mac Pro